# ميناكا
ميناكا (بالبربرية: ⵎⵏⴾⴰ) تُعتبر بلدة وبلدية حضرية في دائرة ميناكا ومنطقة ميناكا في شرق مالي. تعتبر ميناكا المقر وأكبر مدينة في الدائرة والمنطقة. توجد المدينة في وسط النتوءات الصخرية لتلال أدير دوشي، وتتميز بوجود مطار ميناكا الذي يخدم المنطقة.

## تمردات الطوارق
كانت منطقة ميناكا مركزًا للأحداث التاريخية المهمة، حيث شهدت الانتفاضة المالية بقيادة آج الإنصار فرحون وتمرد الطوارق في عام 1916. كما كانت المدينة محلًا لتمردات حكومية في الفترات 1961-1964، 1990-1995، و2007-2009، وكلها كانت تمردات للطوارق. في السنوات الأخيرة، تعرضت ميناكا للحصار، حيث تم نهب المواقع العسكرية من قبل المتمردين السابقين الذين تم دمجهم في الجيش المالي في الفترة من مايو إلى يوليو 2006. وتعود تاريخ المجموعة المتمردة الحالية، التي تطلق على نفسها اسم "التحالف الديمقراطي من أجل التغيير"، إلى هذه الفترة من الحصار في 23 مايو 2006.
في 17 يناير 2012، تمت السيطرة على ميناكا من قبل الحركة الوطنية لتحرير أزواد، وهي جماعة تابعة للطوارق. وفي 19 نوفمبر، فقدت الحركة الوطنية لتحرير أزواد السيطرة على ميناكا أمام حركة التوحيد والجهاد في غرب أفريقيا وتنظيم القاعدة في بلاد المغرب الإسلامي.

## عمليات اختطاف 2009
في 25 تشرين الثاني/نوفمبر 2009، تم احتجاز المواطن الفرنسي بيير كامات كرهينة في إحدى فنادق مدينة ميناكا. في بيان صدر في يناير/كانون الثاني 2010 عن تنظيم القاعدة في بلاد المغرب الإسلامي، فرع تنظيم القاعدة في شمال أفريقيا، تم تحديد مهلة قدرها 20 يومًا لتبادل أربعة من أعضاء القاعدة مقابل بيير كامات. وفيما بعد، أعلن البيان أن الحكومتين الفرنسية والمالية "ستتحملان" المسؤولية الكاملة عن حياة الرهينة الفرنسي. تم إطلاق سراح كامات بعد مرور 6 أسابيع من صفقة تبادل الأسرى التي تضمنت إطلاق سراح الإسلاميين الأربعة.

## روابط خارجية
- Plan de Sécurite Alimentaire Commune de Ménaka 2005-2009 (PDF) (بالفرنسية), Commissariat à la Sécurité Alimentaire, République du Mali, USAID-Mali, 2005, Archived from the original (PDF) on 2008-11-22.